# Wupatki National Monument

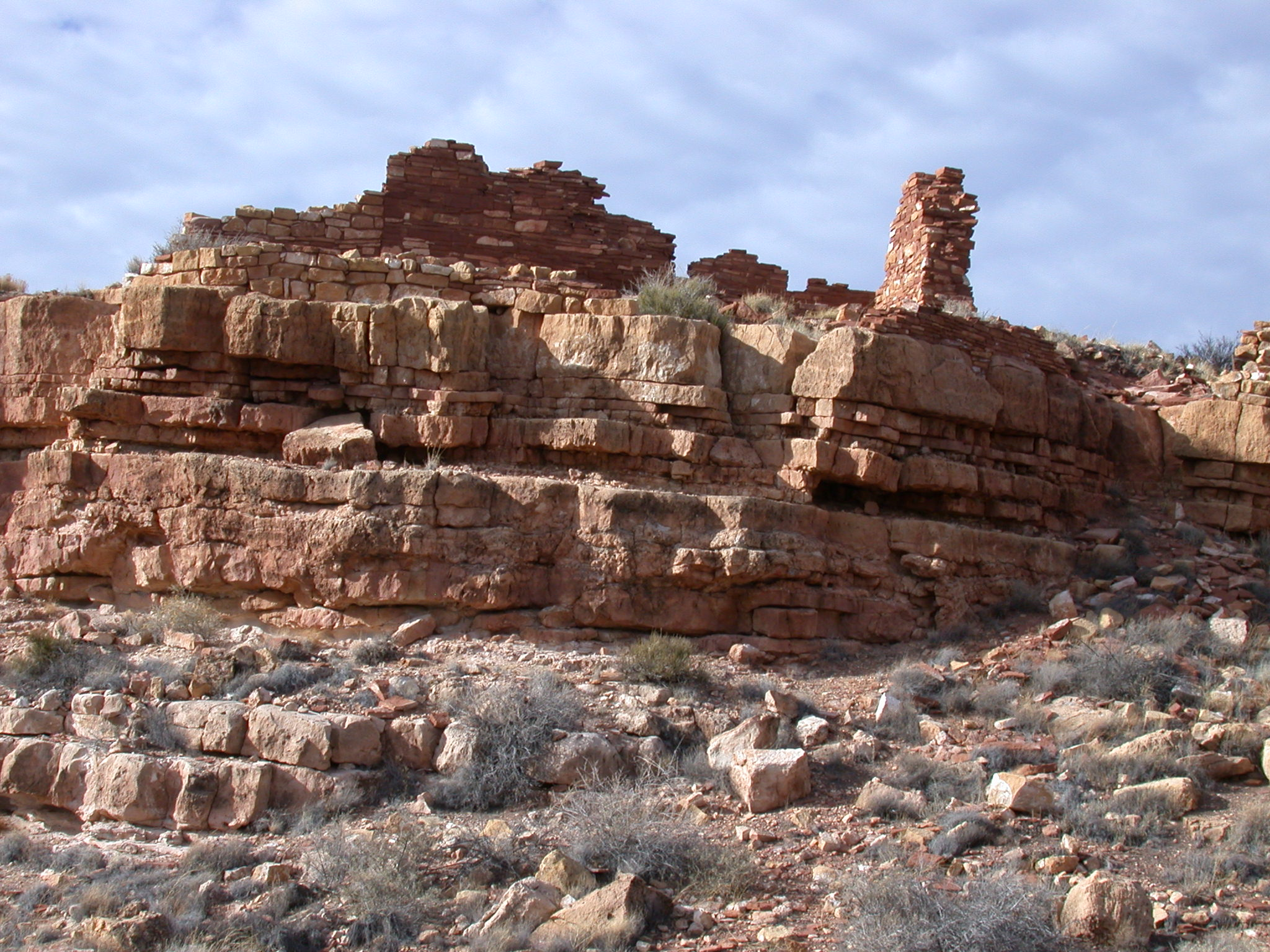
Wupatki National Monument

Wupatki National Monument – amerykański pomnik narodowy, znajdujący się w stanie Arizona, na terenie hrabstwa Coconino. Na jego obszarze znajdują się ruiny indiańskiej osady wybudowanej w XI wieku.
Park został ustanowiony decyzją prezydenta Calvina Coolidge'a 9 grudnia 1924 roku i obecnie zajmuje powierzchnię 143,35 km². Podobnie jak większość pomników narodowych zarządzany jest przez National Park Service.